# حسنک کجایی
حسنک کجایی نام یکی از داستان‌های کتاب فارسی دوم دبستان بود. محمد پرنیان این داستان را در سال ۱۳۴۹ به رشته تحریر درآورد و بعدها خلاصه‌ای از این داستان به شکلی دیگر وارد کتاب درسی شد. تصویرگری این داستان برعهدهٔ پرویز کلانتری بود.
حسن وارسته با وام‌گیری از این داستان نمایشنامه حسنک کجایی را به رشته تحریر درآورد. این نمایشنامه که نخستین بار در تابستان ۱۳۷۸ در مجموعه تئاتر شهر به اجرا درآورد. نمایش حسنک کجایی در سال ۱۳۸۲ به چاپ رسید. نمایشنامه حسنک کجایی از معدود نمایشنامه‌های موزیکال و مطلوب کودک و نوجوان پس از انقلاب است که به کرات توسط گروه‌های مختلف نمایشی در تهران و شهرستانها به اجرای عموم درآمده.

## خلاصه داستان
خلاصه داستان کتاب فارسی دوم دبستان: پسری به نام حسن برای انجام کارهایش بیرون رفته و کمی دیر کرده‌است. خورشید دارد غروب می‌کند و حیوانات خانگی گرسنه و تشنه منتظر بازگشت او به خانه هستند و او را صدا می‌زنند که: حسنک کجایی؟. حسنک بازمی‌گردد و زود دست به کار می‌شود و برای گاو و گوسفند و بُزهایش کاه و یونجه، برای مرغ‌ها و خروس‌ها و جوجه‌ها دانه و برای سگش غذا تهیه می‌کند و به آنها می‌دهد.
خلاصه داستان نمایشنامه حسنک کجایی: حسن وارسته ایده داستان محمد پرنیان را دست آویز نمایشنامه خود قرار داده‌است، در فصه خیالپردازانه این نمایشنامه نویس، حسنک دیر کرده و اهالی روستا بهمراه والدین حسنک  منتظر آمدن او نمی‌شوند و برای جشن عروسی به روستای دیگری می‌روند، با رفتن سکنه روستا به جشن، سر و گله گرگها در روستا پیدا می‌شوند و دام و مرغ و خروس طویله خانه حسنک را مورد حمله قرار می‌دهند. حسنک در واپسین لحظات به داد حیوانات طویله رسیده و با کمک آنها از شر گرگهای گرسنه خلاص می‌شوند.

## حذف از کتاب درسی
این داستان تا اواخر دهه هشتاد خورشیدی بخشی از کتاب دوم دبستان بود اما در دهه نود خورشیدی از کتاب درسی حذف شد.